# Liste der Bodendenkmäler in Neuhof an der Zenn
Auf dieser Seite sind die Bodendenkmäler in dem mittelfränkischen Markt Neuhof an der Zenn zusammengestellt. Diese Tabelle ist eine Teilliste der Liste der Bodendenkmäler in Bayern. Grundlage ist die Bayerische Denkmalliste, die auf Basis des Bayerischen Denkmalschutzgesetzes vom 1. Oktober 1973 erstmals erstellt wurde und seither durch das Bayerische Landesamt für Denkmalpflege geführt wird. Die folgenden Angaben ersetzen nicht die rechtsverbindliche Auskunft der Denkmalschutzbehörde.

## Bodendenkmäler in Neuhof an der Zenn

### Bodendenkmäler in der Gemarkung Ebersdorf
| Lage                 | Objekt                                                                          | Akten-Nr.     | Bild |
| -------------------- | ------------------------------------------------------------------------------- | ------------- | ---- |
| Ebersdorf (Standort) | Freilandstation des Mesolithikums und Siedlung vorgeschichtlicher Zeitstellung. | D-5-6529-0097 |      |

### Bodendenkmäler in der Gemarkung Hirschneuses
| Lage                    | Objekt | Akten-Nr.     | Bild |
| ----------------------- | --- | ------------- | ---- |
| Hirschneuses (Standort) | Freilandstation des Mesolithikums und Siedlung des Neolithikums.                                                                                               | D-5-6529-0036 |      |
| Hirschneuses (Standort) | Grabhügel vorgeschichtlicher Zeitstellung. | D-5-6530-0023 |      |
| Hirschneuses (Standort) | Mittelalterliche und frühneuzeitliche Befunde im Bereich der Evangelisch-Lutherischen Filialkirche St. Johannes und des ummauerten Friedhofes in Hirschneuses. | D-5-6530-0156 |      |

### Bodendenkmäler in der Gemarkung Neuhof a.d.Zenn
| Lage                       | Objekt | Akten-Nr.     | Bild |
| -------------------------- | --- | ------------- | ---- |
| Neuhof a.d.Zenn (Standort) | Grabhügel vorgeschichtlicher Zeitstellung.                                                                                       | D-5-6529-0027 |      |
| Neuhof a.d.Zenn (Standort) | Grabhügel vorgeschichtlicher Zeitstellung.                                                                                       | D-5-6529-0028 |      |
| Neuhof a.d.Zenn (Standort) | Freilandstation des Mesolithikums und Siedlung des Neolithikums.                                                                 | D-5-6529-0034 |      |
| Neuhof a.d.Zenn (Standort) | Siedlung vorgeschichtlicher Zeitstellung.                                                                                        | D-5-6529-0064 |      |
| Neuhof a.d.Zenn (Standort) | Höhensiedlung der Urnenfelderzeit.                                                                                               | D-5-6529-0070 |      |
| Neuhof a.d.Zenn (Standort) | Freilandstation des Mesolithikums sowie Siedlung vorgeschichtlicher Zeitstellung und des Neolithikums.                           | D-5-6529-0075 |      |
| Neuhof a.d.Zenn (Standort) | Wüstung des Mittelalters und der frühen Neuzeit.                                                                                 | D-5-6529-0080 |      |
| Neuhof a.d.Zenn (Standort) | Grabhügel vorgeschichtlicher Zeitstellung.                                                                                       | D-5-6529-0132 |      |
| Neuhof a.d.Zenn (Standort) | Mittelalterliche und frühneuzeitliche Befunde im Bereich der Marktsiedlung von Neuhof a.d.Zenn.                                  | D-5-6529-0151 |      |
| Neuhof a.d.Zenn (Standort) | Mittelalterliche und frühneuzeitliche Marktbefestigung von Neuhof a.d.Zenn.                                                      | D-5-6529-0152 |      |
| Neuhof a.d.Zenn (Standort) | Mittelalterliche und frühneuzeitliche Befunde im Bereich der Evangelisch-Lutherischen Pfarrkirche St. Thomas in Neuhof a.d.Zenn. | D-5-6529-0153 |      |
| Neuhof a.d.Zenn (Standort) | Mittelalterliche und frühneuzeitliche Befunde im Bereich des Wasserschlosses von Neuhof a.d.Zenn.                                | D-5-6529-0154 |      |
| Neuhof a.d.Zenn (Standort) | Mittelalterliche und frühneuzeitliche Befunde im Vorortbereich von Neuhof a. d. Zenn.                                            | D-5-6529-0155 |      |
| Neuhof a.d.Zenn (Standort) | Burgstall des Hohen Mittelalters.                                                                                                | D-5-6530-0019 |      |
| Neuhof a.d.Zenn (Standort) | Grabhügel vorgeschichtlicher Zeitstellung.                                                                                       | D-5-6530-0020 |      |

### Bodendenkmäler in der Gemarkung Neuziegenrück
| Lage                     | Objekt                                                                         | Akten-Nr.     | Bild |
| ------------------------ | ------------------------------------------------------------------------------ | ------------- | ---- |
| Neuziegenrück (Standort) | Siedlung des Neolithikums.                                                     | D-5-6529-0063 |      |
| Neuziegenrück (Standort) | Siedlung des Neolithikums und Wüstung des Mittelalters und der frühen Neuzeit. | D-5-6529-0081 |      |

### Bodendenkmäler in der Gemarkung Oberfeldbrecht
| Lage                      | Objekt | Akten-Nr.     | Bild |
| ------------------------- | --- | ------------- | ---- |
| Oberfeldbrecht (Standort) | Freilandstation des Mesolithikums, sowie Siedlung des Neolithikums und der Eisenzeit.                                                     | D-5-6529-0037 |      |
| Oberfeldbrecht (Standort) | Freilandstation des Mesolithikums und Siedlung des Neolithikums.                                                                          | D-5-6529-0038 |      |
| Oberfeldbrecht (Standort) | Mittelalterliche und frühneuzeitliche Befunde im Bereich der Evangelisch-Lutherischen Filialkirche St. Maria und Georg in Oberfeldbrecht. | D-5-6529-0181 |      |

### Bodendenkmäler in der Gemarkung Trautskirchen
| Lage                     | Objekt                                            | Akten-Nr.     | Bild |
| ------------------------ | ------------------------------------------------- | ------------- | ---- |
| Trautskirchen (Standort) | Bestattungsplatz vorgeschichtlicher Zeitstellung. | D-5-6529-0206 |      |